# Bom Jesus de Goiás
Bom Jesus de Goiás este un oraș în Goiás (GO), Brazilia.